# Beppo
Beppo è una superscimmia kryptoniana appartenente all'universo fumettistico DC Comics. Fa il suo esordio sulle pagine di Superboy n. 76 dell'ottobre 1959, poco dopo l'esordio del supercane, Krypto.

## Le origini
Beppo, di origini kryptoniane (suggerendo, così, un comune percorso evolutivo tra terrestri e kryptoniani), è una scimmietta che, prima dell'esplosione del pianeta, si intrufola nel razzo che porterà in salvo il futuro Superboy. E proprio con il suo emblema ed il suo costume, unico tra tutti i super-animali, inizierà a scorrazzare per i cieli di Smallville, creando non pochi problemi al suo padrone, che spesso rischierà di veder svelata la sua vera identità.
A causa di questi problemi, Clark Kent proverà più volte a rimandare nello spazio la scimmia, che puntualmente viene però recuperata da Supergirl e dal suo super-gatto Streaky. Nonostante con quest'ultimo i rapporti iniziali non siano dei migliori, diventeranno però membri della Legione dei Superanimali, gruppo ausiliario di quella supereroica del XXX secolo.